# شیبولث
شیبولث (‎i‎/ˈʃɪbəlɛθ, -ɪθ/‎; عبری توراتی: שִׁבֹּלֶת‎، ت. «šībbōleṯ») واژه‌ای است که در کتاب مقدس عبری جهت شناختن اعضای قبیله افرایم از دیگر یهودیان بنی‌اسرائیل (به ویژه دشمنان آن‌ها یعنی ساکنان گیلاد‌ تحت فرماندهی یفتاح) به کار رفته‌است، چرا که اعضای این قبیله حرف اول را به شکلی متفاوت تلفظ می‌کردند. این واژه به معنای شاخه گندم یا چاودار و یا به احتمال دیگر رود یا سیلاب بوده‌است.
امروزه در زبان‌های غربی، واژه «شیبولث» به معنای رمز، نشانه یا معیاری به کار می‌رود که به کمک آن می‌توان افراد یک گروه را از دیگران تشخیص داد. این واژه معمولاً به مواردی اشاره دارد که یک تفاوت کوچک زبانی، فرهنگی یا رفتاری بتواند هویت یا تعلق به گروهی خاص را آشکار کند. برای مثال، شیبولث می‌تواند در زمینه‌هایی مانند لهجه، واژگان خاص، یا آداب‌ورسوم محلی به کار رود که تنها اعضای یک گروه خاص به‌درستی آن را می‌شناسند یا استفاده می‌کنند.
این مفهوم در حوزه‌های مختلف از جمله جامعه‌شناسی، زبان‌شناسی و علوم سیاسی نیز کاربرد دارد و نمادی برای بررسی تفاوت‌ها و مرزبندی‌های اجتماعی است و می‌تواند به شناسایی تعصبات، تضادها یا این‌همانی‌های گروهی کمک کند.
استفاده از شیبولث به عنوان ابزاری برای تفکیک یا تبعیض می‌تواند نتایج مخربی داشته باشد، زیرا موجب جدایی و تقویت مرزهای اجتماعی میان گروه‌های مختلف می‌شود.